# Le leggende non muoiono mai
Le leggende non muoiono mai è un singolo dei produttori italiani Don Joe e Shablo, pubblicato il 3 giugno 2011 come primo estratto dall'album in studio Thori & Rocce.

## Descrizione
Traccia d'apertura di Thori & Rocce, Le leggende non muoiono mai è caratterizzato da una lista di partecipanti. Collaborano al brano infatti i rapper Fabri Fibra, Jake La Furia, Noyz Narcos, Marracash, Gué Pequeno e J-Ax; inoltre il ritornello è interpretato da Francesco Sarcina, frontman del gruppo musicale italiano Le Vibrazioni. Parlando della collaborazione con Sarcina, Don Joe, ha dichiarato: 
Il brano è stato presentato in anteprima durante la trasmissione radiofonica di Radio Deejay 50 Songs condotta da Albertino il 30 maggio 2011. Il brano è stato poi reso ufficialmente disponibile per l'airplay e il download digitale il 3 giugno.

## Video musicale
Il video, diretto e prodotto da Gianluca Calu Montesano e Giuseppe Romano, è stato presentato in anteprima sul canale YouTube ufficiale di Thori & Rocce il 2 giugno 2011, in anticipo di un giorno rispetto alla sua uscita ufficiale. Un'anteprima del video era stato presentato su YouTube il 30 maggio, mentre il 2 luglio è andata in onda su Deejay TV uno speciale della trasmissione The Flow dedicato alla realizzazione del video.

Durante un'intervista Don Joe ha dichiarato che una delle fonti di ispirazione è stata il video realizzato per California Love di Tupac Shakur, ed ha descritto l'idea del video dicendo:

## Tracce
Download digitale
1. Le leggende non muoiono mai (Thori & Rocce Anthem) (feat. Fabri Fibra, Jake La Furia, Noyz Narcos, Marracash, Gué Pequeno, J-Ax & Francesco Sarcina) – 4:43

## Classifiche
| Classifica (2011) | Posizione massima |
| ----------------- | ----------------- |
| Italia            | 68                |